# 1104 Syringa
1104 Syringa је астероид главног астероидног појаса. Приближан пречник астероида је 22,10 ,
а средња удаљеност астероида од Сунца износи 2,631 астрономских јединица (АЈ).
Инклинација (нагиб) орбите у односу на раван еклиптике је 6,440 степени, а орбитални период износи 1558,780 дана (4,267 године). Ексцентрицитет орбите астероида износи 0,342.
Апсолутна магнитуда астероида износи 12,50 а геометријски албедо 0,036.
Астероид је откривен 9. децембра 1928. године.